# Ангасские языки
Анга́сские языки́ (также ангас, нгас, языки группы A.3, сура-герка; англ. angas, ngas, west chadic A.3, sura-gerka) — группа языков, входящая в состав западночадской подветви западночадской ветви чадской семьи. Область распространения — центральные районы Нигерии (штаты Плато, Насарава и Тараба). Делится на две подгруппы — сура-ангас и герка (йивом), включающие по разным данным от 12 до 19 языков, в числе которых ангас, гоэмаи, сура, монтол, герка и другие. Общая численность говорящих — порядка 965 000 человек.
Наряду с ангасской группой (или A.3) в составе западночадской подветви (или подветви A) выделяют группы хауса (или A.1), боле-тангале (или A.2) и рон (или A.4). В ряде классификаций ангасские языки и языки боле-тангале объединяются в одну группу боле-ангас (боле-нгас).
На языках ангас, сура, чакфем-мушере, гоэмаи, тал и герка развивается письменность на основе латиницы, остальные языки бесписьменные.

## Классификация
В классификации чадских языков американского лингвиста Пола Ньюмана в ангасскую группу включаются языки ангас, чип, герка (йивом), гоэмаи (анкве), коеноем, кофьяр, монтол (теэл), пьяпун, сура (мупун) и тал.
Состав ангасской группы согласно классификации афразийских языков британского лингвиста Р. Бленча:
- (a, нгас):
  - (i): нгас (ангас);
  - (ii): мвагхавул (сура), чакфем-мушере, мишип, или чип (включая идиом дока), джорто, кластер кофьяр (включая идиомы кофьяр, мерньянг (мирьям), доемак (диммук), квагаллак (квалла), бвол (бвал), гворам, джипал);
  - (iii): гоэмаи, коеноем, пьяпун, тал, монтол;
- (b, герка): йивом (герка).

Р. Бленч объединяет ангасские языки и языки боле-тангале в группу боле-нгас (боле-ангас).
Состав группы A.3 (ангас) в соответствии с классификацией, представленной в справочнике языков мира Ethnologue:
- собственно ангасские языки:
  - (1): чакфем-мушере, джорто, кофьяр, мишип (чип), мвагхавул (сура), нгас (ангас);
  - (2): гоэмаи, коеноем, монтол, пьяпун, тал;
- йивом: ивом (герка).

Разделение языков ангасской группы согласно исследованиям чешского лингвиста В. Блажека:
- подгруппа ангас:
  - ангас, сура, кофьяр, чип;
  - анкве (гоэмаи), монтол, пьяпун;
- подгруппа герка: герка (йивом).

В классификации В. Блажека ангасские языки объединяются с языками боле-тангале в одну группу, противопоставленную группам хауса и рон.
В классификации, основанной на работах Г. Такача (в базе данных по языкам мира Glottolog), представлены следующие ангасские языки и диалекты (обозначенные как группа A.3):
- гоэмаи:
  - гоэмаи-чакато: гоэмаи, чакато;
  - монтол (в том числе балтап-лалин, ядерный монтол);
  - тал: коеноем, пьяпун, тал;
- кофьяр-мушере-чип:
  - чакфем-мушере (в том числе паньям);
  - кофьяр (включая бвол (бвал), диммук, гворам, джипал, квагаллак (квалла), мирриам (мирьям), ядерный кофьяр);
  - мишип (в том числе дока);
- мвагхавул (сура);
- нгас-белненг:
  - белненг;
  - нгас (в том числе равнинный ангас, нагорный ангас);
- йивом (герка).

В классификации, опубликованной в работе С. А. Бурлак и С. А. Старостина «Сравнительно-историческое языкознание», в состав ангасской группы (обозначенной как группа сура-герка) включаются две подгруппы языков:
- сура-ангас: сура (мвагхавул), ангас, мупун, чакфем (чакфем-мушере), джипал, джорто;
- герка-кофьяр: мирьям (мерньянг), диммук (доемак), квалла (квагаллак), бвал, гворам, чип, герка (йивом), монтол (теэл), канам, пьяпун и коеноем.

В приведённой классификации идиомы сура (мвагхавул) и мупун рассматриваются как два разных языка; идиом джипал в отличие от всех остальных идиомов кластера кофьяр не включён в группу герка-кофьяр; как отдельный язык отмечен идиом канам — во всех остальных классификациях чадских языков название «канам» упоминается как вариант лингвонима «коеноем».
В статье О. В. Столбовой «Ангасские языки» и в статье В. Я. Порхомовского «Чадские языки», опубликованных в лингвистическом энциклопедическом словаре, представлены следующие ангасские языки и диалекты:
- (а) ангас, монтол, сура, чип, анкве (гоэмаи), джипал, джорто, кофьяр, канам (коеноем);
- (б) герка.

## Ареал и численность
Языки ангасской группы распространены в центральной Нигерии. Они образуют компактный ареал, большую часть которого занимают собственно ангасские языки. Незначительную часть территории занимает ареал языка герка, размещённый в восточной части общего ангасского ареала на границе с областью распространения бенуэ-конголезского платоидного языка тарок. Согласно современному административно-территориальному делению Нигерии, ареал ангасских языков расположен в центральных районах штата Плато и в ряде северо-восточных районов штата Насарава, примыкающих к штату Плато. Ареал языка герка также частично размещён на сопредельной с Плато территории штата Тараба.
Общая численность говорящих на языках боле-тангале по оценкам разных лет составляет около 965 000 человек (из них — на собственно ангасские языках — около 950 000, на языке герка — около 15 000). Наиболее распространёнными по числу носителей являются языки ангас (400 тыс. чел., 1998), гоэмаи (200 тыс. чел., 1995), сура (150 тыс. чел., 2016) и кофьяр (110 тыс. чел., 2000).
Численность носителей остальных языков не превышает 20 000 — 25 000 человек.

## История языков
На схеме Г. С. Старостина (2010), которую приводит В. Блажек в своей статье Afro-Asiatic linguistic migrations: linguistic evidence, показано время разделения ветвей, подветвей и групп чадских языков. Согласно этой схеме, опирающейся на данные лексикостатистики, наиболее близкими к ангасским языкам являются языки боле-тангале — их распад произошёл около 2750 г. до н. э., разделение языков боле-ангас и языков рон произошло в 3380 г. до н. э., отделение группы хауса от всего остального собственно западночадского ареала (потомками которого являются языки рон, боле-тангале и ангасские) произошло около 3960 г. до н. э.

## Лингвистическая характеристика
Для языков ангасской группы характерны следующие языковые особенности:
1. В области консонантизма — наличие большого числа согласных фонем в анлауте, в частности, ряд лабиальных согласных в этой позиции включает фонемы b, ḅ, bw, ṗ, f, p; в ауслауте отмечаются только глухие шумные и сонорные согласные.
2. Наличие фонологически значимых тонов во всех ангасских языках, тональные системы включают два или три ровных тона и несколько контурных.
3. Структура слога ангасских языков — CVC.
4. Наличие категории числа у имени существительного — различаются формы единственного и множественного числа. Показатель множественного числа — формант mV — занимает позицию в конце субстантивной группы. Данный формант может использоваться и в супплетивных формах.
5. Отсутствие грамматически выражаемой категории рода в именах. Род имени может быть установлен при соотнесении его с личным местоимением 2‑го лица единственного числа (в языке сура — также при соотнесении с местоимением 3‑го лица).
6. Выделение личных, субъектных, объектных, притяжательных, вопросительных, указательных и относительных разрядов местоимений. Формы личных местоимений различаются изменением тона или долготы гласной.
7. Описание глаголами действия, производимое относительно его завершённости — незавершённости и длительности — недлительности.
8. Определение аспекта глагола (вида, времени, наклонения) с помощью субъектных местоимений и/или показателей аспектов. Присоединяемые к основе глагола субъектное местоимение и показатель аспекта образуют глагольный комплекс. В языке сура, например, выделяется 9 аспектов, входящих в состав глагольного комплекса: перфект, имперфект, субъюнктив, потенциалис, передающий значение возможности действия, 4 вида прогрессива, передающих различные оттенки длительности действия, и интенционалис, или усиление действия.
9. Слабое развитие словообразования.
10. Изолирующая типологическая структура.
11. В области лексики — наиболее полное сохранение общеафразийского состава корней в сравнении с остальными чадскими языками.

## История изучения
Изучение ангасских языков было начато в середине XIX века. К началу 1990-х годов были созданы краткие грамматики и словари языков ангас и сура, а также небольшие списки слов по языкам чип, монтол, герка и гоэмаи. Исследованием ангасских языков занимались такие учёные, как Г. Юнграйтмайер, З. Фрайзингер, Г. Такач и другие.